# Dovella de Ripoll
La Dovella de Ripoll és una escultura (talla en pedra) de 52,5 x 34,5 x 26 cm procedent de l'antic monestir benedictí de Santa Maria de Ripoll (el Ripollès), la qual es troba actualment al Museu Nacional d'Art de Catalunya.

## Context històric i artístic
Aquesta peça és una mostra de la gran producció dels tallers d'escultura en pedra que van treballar a l'abadia de Santa Maria de Ripoll. A diferència d'obres com les d'Àger, representa un moment molt més avançat de l'escultura romànica, en unes dates que se situen més enllà del 1150. És difícil saber quina va ser la destinació originària de la dovella, ja que se'n trobà sota terra al monestir. Cal pensar que devia formar part de l'arc d'una porta del conjunt de Ripoll, com altres restes que se'n conserven. Els tallers que van treballar a Ripoll es caracteritzen pels contactes amb els grans centres llenguadocians, especialment Tolosa de Llenguadoc, i també per les analogies amb algunes obres del nord d'Itàlia.

## Descripció
Està decorada amb un cap, amb trets entre humans i monstruosos, que duu un casc i sembla treure per la gola un moltó. El seu simbolisme, tot i ser difícil de precisar, posa de manifest l'aspecte negatiu del cap i li dona un sentit demoníac, recalcat per les orelles punxegudes i pel caràcter ferotge que, en conjunt, el caracteritza. En tot cas, aquest tipus de motiu és molt habitual en el romànic i es presenta sota nombroses variants.
Estilísticament, el seu caràcter descriptiu es fa palès en la voluntat de treballar els detalls, precisos, amb una certa geometrització, que fan que la peça s'apropi estilísticament a altres obres ripolleses, especialment a algunes parts de la gran portada de l'església del monestir, una de les obres mestres de l'escultura romànica a Catalunya.